# Sidney Nevermind
Sidney Nevermind (* vor 1990 als Pauline Künzel) ist eine deutsche Musikerin.

## Leben
Gemeinsam mit Stefan Römisch gründete Nevermind im Jahr 2001 die Band „Suckerface“, deren Name später in Etwas geändert wurde. Mit der Band gelangen ihr zwei Charterfolge.
Sie komponierte die Titelmelodie der Kinderquizshow 1, 2 oder 3, die von 2005 bis 2011 benutzt wurde.
Nevermind ist die Tochter des Sängers der Band Die Prinzen, Tobias Künzel, und der Autorin Kati Naumann.